# Zapadnosrednjonjemački jezici
Zapadnosrednjonjemački jezici (zapadni srednjonjemački jezici), jedna od dviju glavnih skupina srednjonjemačkih jezika raširenih na području Njemačke, Luksemburga i Nizozemske, te jedan predstavnik na području SAD-a u Pennsylvaniji. 
Ovi jezici dijele se na nekoliko podskupina, to su: a) istočnifranački s izumrlim franačkim (starofranačkim) jezikom; b) mozelski franački s dva jezika: luksemburški i majnskofranačkim; c) rajnskofranački s limburškim i falačkim; d) ripuarijski franački s kelnskim; i e) pensilvanijski njemački. .

## Vanjske poveznice
- Ethnologue (14th)
- Ethnologue (15th)